# Mario von Cranach
Mario Lukas von Cranach (* 10. Februar 1931 in Berlin) ist emeritierter Professor für Psychologie.

## Leben
Mario ist Nachfahre von Gutsbesitzern, die in Craazen im ostbrandenburgischen Landkreis Soldin über Generationen ein Rittergut bewirtschafteten und Offiziere sowie Ritterschaftsräte stellten. Auch die weibliche Linie seiner Vorfahren entstammt dem Adel. Sein Vater war Alwin von Cranach, seine Mutter Hildgard von Wilucki. Zu seinen bekannten Vorahnen gehören Lucas Cranach der Ältere und Lucas Cranach der Jüngere. Mindestens seit dem 18. Jahrhundert gehört die Familie zum preußischen Adel (ohne weiteres Nobilitierungs-Diplom); der Wappenbrief stammt von 1507.
Nach dem Abitur studierte von Cranach zunächst Rechtswissenschaften, dann Psychologie an den Universitäten Köln, Bonn, Münster und München. Von 1959 bis 1964 war er wissenschaftlicher Assistent an der Universität Mannheim. Danach ging er nach München und leitete dort die Arbeitsgruppe für Sozialpsychologie am Max-Planck-Institut für Psychiatrie. Von 1971 war er bis zu seiner Emeritierung im Jahr 1996 Professor für Psychologie an der Universität Bern. Danach übernahm er verschiedene Gastprofessuren.
Die Schwerpunkte seiner wissenschaftlichen Arbeit liegen in nichtverbaler Kommunikation, sozialen Einstellungen, sozialen Repräsentationen und sozialem Wissen, zielgerichtetem Handeln von Individuen und Gruppen sowie Problemen der Willens- und Handlungsfreiheit.
Michael von Cranach ist sein Cousin.

## Werke
- Handlungsfreiheit und Determination als Prozess und Erlebnis, in: Universität Bern, Institut für Psychologie, Forschungsbericht 1989, 1. Selbstverlag Psychologisches Institut, Bern 1989. DNB
- Über die richtige Art, Psychologie zu betreiben. Klaus Foppa und Mario von Cranach zum 60. Geburtstag, Hrsg. Klaus Grawe, Verlag für Psychologie Hogrefe, Göttingen; Toronto; Zürich 1991. ISBN 3-8017-0415-7.
- Von Menschen und Milben. Unnötige Geschichten und quasi-philosophische Betrachtungen, 1. Auflage, Goldstaub Verlag, Kirchheim 2019. ISBN 978-3-96200-332-6.